# Шилибастау (Алматинская область)
Шилибастау (каз. Шилібастау) — село в Жамбылском районе Алматинской области Казахстана. Входит в состав сельского округа Матибулак. Находится примерно в 76 км к северо-западу от села Узынагаш. Код КАТО — 194255800.

## Население
В 1999 году население села составляло 418 человек (206 мужчин и 212 женщин). По данным переписи 2009 года, в селе проживало 558 человек (289 мужчин и 269 женщин).